# Stenellipsis longicollis
Stenellipsis longicollis là một loài bọ cánh cứng trong họ Cerambycidae.